# Shin’ya Tomita
Shin’ya Tomita (jap. 冨田 晋矢 Tomita Shin’ya; ur. 8 maja 1980) – japoński piłkarz występujący na pozycji pomocnika.

## Kariera klubowa
Od 1999 do 2008 roku występował w klubach Kyoto Purple Sanga, Arte Takasaki i MIO Biwako Kusatsu.